# La parata dell'allegria (film 1960)
La parata dell'allegria (When Comedy Was King) è un film antologia del 1960, diretto da Robert Youngson che racconta la storia di Hollywood attraverso le scene di vecchi film comici, che vanno da Mack Sennett a Stanlio e Ollio, da Charlie Chaplin a Fatty Arbuckle.

## Trama delle comiche di Charlot
Presso Venezia un regista sta riprendendo la corsa di alcune auto, tuttavia un vagabondo, Charlot, s'interpone tra la cinepresa e la scena, facendo montare su tutte le furie sia l'operatore che il regista.

Charlot viene incaricato dalla moglie Mabel di recarsi a comperare un biberon per il bambino, mentre sta per uscire la segretaria lo chiama per comunicargli di spedirle una lettera d'amore per un uomo. Charlot si avvia ma si ferma in un bar dove scoppia una tremenda rissa. Charlot ne esce illeso ma scambia la sua giacca con quella di un altro uomo, il fidanzato della segretaria, e quando torna in casa la moglie Mabel scopre la dichiarazione d'amore.
Successivamente Charlot si mette a lavorare per un teatro di posa dove deve girare la scena di un assassino che deve uccidere un fanciullo. Tuttavia i pasticci del vagabondo interrompono a lungo le riprese, così viene cacciato. Tuttavia Charlot non si arrenderà e s'intrufola negli studios travestito da soubrette.

## Comica di Stanlio e Ollio
Il duo Laurel e Hardy (Stanlio e Ollio) appare nell'antologia solo in uno spezzone tratto dalla comica Grandi affari del 1929.  Vendendo in piena estate alberi di Natale, Stanlio e Ollio non riescono a trovare neanche un cliente interessato alla loro merce, finché non giungono in casa di un tranquillo vicino. All'inizio l'uomo rifiuta cortesemente, ma poi a causa di Stanlio che fa impigliare in continuazione un rampo dell'albero tra la fessura della porta, il che implica il ripetuto suono del campanello, l'uomo inizia ad alterarsi. Infatti egli fa dei piccoli sgarbi ai due prima distruggendo l'orologio di Ollio e l'albero di Natale, poi iniziando a sfasciare la loro auto; così anche Stan e Oliver incominciano a vendicarsi dei torti sfondando finestre, porte e abbattendo le piante della casa. L'intervento di una guardia farà scoppiare i tre litiganti in un pianto dirotto che stabilirà una, ma breve, tregua.

## Spezzoni delle comiche nel film
- Fatty & Mabel Adrift
- Teddy at the Trottle
- Charlot papà
- Charlot sulla scena
- Charlot ingombrante
- Movie Night
- Cops
- A Pair of Tights
- The First 100 Years
- Big Business
- Yukon Jake

## Produzione
Il film fu prodotto dalla Robert Youngson Productions.

## Distribuzione
Fu distribuito dalla Twentieth Century Fox Film Corporation.